# 토니 니에미넨
토니 마르쿠스 니에미넨(핀란드어: Toni Markus Nieminen, 1975년 5월 31일 ~ )은 핀란드의 스키 점프 선수이다.

## 경력
니에미넨의 가장 큰 성공은 1991/92 시즌 그랑프리에서 찾아왔다.
니에미넨은 1991년 12월에 선더베이에서 열린 그랑프리에서 첫 승리를 거두었다. 그 다음 그는 3번의 승리와 1초의 무승부로 포어 힐스 토너먼트에서 우승했다. 니에미넨은 1992년 알베르빌 동계 올림픽때 개인 라지힐과 단체 라지힐에서 우승했고, 개인 노멀힐에서 3위를 했다. 니에미넨은 그랑프리에서 종합 타이틀을 확보하면서 총 8번의 승리를 거두었다. 니에미넨은 1992년에 올해의 핀란드 스포츠 인물로 선정되었다.
다음 시즌에 니에미넨은 위대한 재능을 보였다. 1994년에 그는 플라니차에서 200m의 장벽을 뛰어넘은 최초의 스키 점프 선수가 되면서 203m의 세계 기록을 세웠다.
니에미넨은 2004년에 현역에서 은퇴한후 핀란드 MTV3의 스포츠 평론가로 일했다. 그는 마차경주에서 운전자로 활약했다.